# خطوط شرق الصين الجوية الرحلة 5735
رحلة خطوط شرق الصين الجوية رقم 5735 كانت رحلة ركاب محلية مجدولة تديرها شركة طيران شرق الصين من كونمينغ إلى غوانزو، في الصين. في 21 مارس 2022، تحطمت الطائرة في مقاطعة تنغ، قوانغشي. وكانت الطائرة تقل 132 راكبا بينهم 123 راكبا و9 من أفراد الطاقم.

## الحادث
أقلعت الطائرة من مطار كونمينغ جانجشوي الدولي متجهة إلى مطار جوانزو باييون الدولي في الساعة 13:15 بالتوقيت المحلي (05:15 بالتوقيت العالمي). وكان من المقرر أن تهبط الساعة 15:05 (07:05 بالتوقيت العالمي). وفي الساعة 14:22 (06:22 بالتوقيت العالمي) أثناء التحضير للهبوط إلى جوانزو، حدث هبوط حاد مفاجئ، من ارتفاع 29,100 قدم (8,900 م) إلى 3,225 قدم (983 م) في 3 دقائق بمعدل نزول 8,625 قدم (2,629 م) في الدقيقة، وفقًا لبيانات الرحلة المسجلة بواسطة Flightradar24. عُثر على الحطام في وقت لاحق في المناطق الجبلية من مقاطعة تنغ، ومحافظة واتشو، وقوانغشي.
واصطدمت الطائرة بالجبال في هبوط شبه عمودي.
ذكرت إدارة الإطفاء في محافظة واتشو أنه جرى إرسال 450 من رجال الإطفاء إلى مكان الحادث في 21 مارس 2022. وبحسب ما ورد فقد واجهت فرق الإنقاذ صعوبة في الوصول إلى الموقع بسبب الحريق الذي أشعله الحادث. وأفاد موقع إخباري أن 117 من رجال الإنقاذ قد وصلوا بالفعل إلى الموقع بحلول المساء، من بين إجمالي 650 جرى إرسالهم وتوجهوا إلى الموقع من ثلاثة اتجاهات. بدأت إدارة الإطفاء في قوانغشي جهودًا للسيطرة على الحريق.

## الطائرة
كانت الطائرة المعنية من طراز بوينج 737-89P برقم B -1791 ورقم تسلسلي 41474. وكانت الطائرة تعمل بمحركين من طراز CFM56-7B26E. كانت الطائرة قد بدأت الطيران لأول مرة في 5 يونيو 2015، وجرى تسليمها إلى شركة الطيران في 25 يونيو 2015.

## ما بعد الحادث
في أعقاب الحادث، قامت شركتا خطوط شرق الصين وبوينج-الصين بتغيير موقعهما على الإنترنت إلى اللونين الأبيض والأسود. وجرى تعليق تطبيق الهاتف المحمول لشركة خطوط شرق الصين مؤقتًا.
وقامت إدارة الطيران المدني الصينية بتمكين فرقة عمل للطوارئ وأرسلت فريقًا إلى موقع التحطم.